# دهستان نامگایچهولینگ
دهستان نامگایچهولینگ (به لاتین: Namgaychhoeling Gewog) یک دهستان در کشور بوتان است که در ناحیهٔ سامتس واقع شده‌است.